# Reinhard Stolz
Reinhard Stolz (Prien am Chiemsee, 22 gennaio 1976) è un pilota motociclistico tedesco ritiratosi dall'attività agonistica.

## Carriera
Le sue prime presenze in competizioni motociclistiche internazionali risalgono al 1996, anno in cui ha partecipato al campionato Europeo Velocità in classe 125 e alla guida di una Honda, piazzandosi al 26º posto finale.
È rimasto in questa categoria di competizioni anche i due anni successivi, classificandosi rispettivamente al quarantaduesimo posto nel 1997 e al terzo nel 1998.
Proprio in quest'ultimo anno ha vinto il campionato tedesco 125 e gli è stata data la possibilità di esordire anche nel motomondiale, sempre nella stessa classe e con la stessa motocicletta, offrendogli una wild card per partecipare al Gran Premio motociclistico di Germania 1998, gara che termina in 18ª posizione.
L'anno seguente ha la possibilità di gareggiare continuativamente nel mondiale e, al termine della stagione, si classifica al 26º posto, piazzamento ulteriormente migliorato nel motomondiale 2000 con un 21º posto.

## Risultati nel motomondiale
| 1998 | Classe | Moto  |  |  |  |  |  |  |  |  |    |  |  |  |  |  |  |  | Punti | Pos. |
| ---- | ------ | ----- |  |  |  |  |  |  |  |  | -- |  |  |  |  |  |  |  | ----- | ---- |
| 1998 | 125    | Honda |  |  |  |  |  |  |  |  | 18 |  |  |  |  |  |  |  | 0     |      |

| 1999 | Classe | Moto  |    |    |    |     |     |    |     |    |    |    |    |    |    |    |    |     | Punti | Pos. |
| ---- | ------ | ----- | -- | -- | -- | --- | --- | -- | --- | -- | -- | -- | -- | -- | -- | -- | -- | --- | ----- | ---- |
| 1999 | 125    | Honda | 19 | 17 | 18 | Rit | Rit | 16 | Rit | 14 | 18 | 14 | 14 | 13 | 20 | 17 | 19 | Rit | 9     | 26º  |

| 2000 | Classe | Moto  |    |    |    |    |    |    |   |    |    |    |    |     |    |    |    |    | Punti | Pos. |
| ---- | ------ | ----- | -- | -- | -- | -- | -- | -- | - | -- | -- | -- | -- | --- | -- | -- | -- | -- | ----- | ---- |
| 2000 | 125    | Honda | 17 | 15 | 16 | 19 | 13 | 19 | 5 | 12 | NQ | 15 | 15 | Rit | 23 | 18 | 21 | 16 | 21    | 21º  |

| Legenda | 1º posto        | 2º posto            | 3º posto            | A punti      | Senza punti        | Grassetto – Pole position Corsivo – Giro più veloce |
| Legenda | Gara non valida | Non qual./Non part. | Ritirato/Non class. | Squalificato | '-' Dato non disp. | Grassetto – Pole position Corsivo – Giro più veloce |